# Obra maestra (película)
Obra maestra es una película española de comedia dramática de 2000 dirigida por David Trueba y protagonizada por Ariadna Gil, Santiago Segura y Pablo Carbonell. Fue el segundo largometraje del reconocido director.

## Argumento
Benito Cañaveras y Carolo Suárez Perales son dos aficionados al cine. El primero ejerce de director y el segundo de actor en su último proyecto, una película musical en Super 8 titulada "Un mundo para nosotros". El papel protagonista femenino han decidido que lo interprete una estrella del cine nacional llamada Armanda Castro. 
Joven, pero ya en presumible decadencia, la actriz recibe el ofrecimiento con una mezcla de desprecio y asco. Aún ignora que los acontecimientos la obligarán a rodar forzada este papel y a convivir en total aislamiento con Benito y Carolo. Ninguno de los tres será la misma persona cuando acabe el rodaje de esta «obra maestra».

## Reparto
| Intérprete         | Personaje             |
| ------------------ | --------------------- |
| Ariadna Gil        | Amanda Castro         |
| Santiago Segura    | Benito Cañaveras      |
| Pablo Carbonell    | Carolo Suárez Perales |
| Luis Cuenca        | Damián                |
| Loles León         | Catalina              |
| Jesús Bonilla      | Veterinario           |
| Joserra Cadiñanos  | Perfecto              |
| Anabel Labrador    | Novia Carolo          |
| Manolo Codeso      | Padre de Benito       |
| Anna María Barbany | Madre de Benito       |
| Concha Redondo     | Abuela Benito         |
| Alicia Cifredo     | Cuñada Benito         |
| Luis Alegre        | Segurata              |
| Jimmy Barnatán     | Lechero musical       |
| José María Cañete  | Suegro Carolo         |
| Ismael Grasa       | Segurata TVE          |
| John Hopewell      | James Cocorican       |
| Ana Labordeta      |                       |
| Bárbara de Lemus   | Regidora TVE          |
| Anabel Moreno      | Policía               |
| Soledad Osorio     | Mujer Damiàn          |
| Luis Siepe         |                       |
| Janfri Topera      | Maquinista TVE        |

- Joserra Cadiñanos ... Perfecto
- Alicia Cifredo ... cuñada Benito

## Premios y candidaturas
XV edición de los Premios Goya
| Categoría                  | Persona                                             | Resultado |
| -------------------------- | --------------------------------------------------- | --------- |
| Mejor actor de reparto     | Luis Cuenca                                         | Nominado  |
| Mejor actor revelación     | Pablo Carbonell                                     | Nominado  |
| Mejores efectos especiales | Emilio Ruiz Alfonso Nieto Raúl Romanillos Pau Costa | Nominados |